# Вацлав Гаек из Либочан
Вацлав Гаек из Либочан (чеш. Václav Hájek z Libočan) (?? — 18 марта 1553, Прага) — чешский священник и хронист, автор известной и в своё время весьма популярной «Чешской Хроники».

## Биография
Вацлав Гаек родился в конце XV века, происходил из семьи мелкопоместных земанов (дворян), жившей в окрестностях Жатеца. Был утраквистским священником, однако в 1521 году поменял веру и стал священником католическим. В 1526 году служил в Рожмитале; в 1527—1534 гг. был деканом в Карлштейне и священником в Тетине. Затем Вацлав Гаек был протектором Старой Болеславы. С 1524 года — популярный проповедник в августинском монастыре Ап. Фомы на Малой Стране Праги.
Вообще, благодаря всегдашней протекции католического дворянства, Гаек занимал весьма многие прибыльные церковные должности — которых, однако, лишался из-за пренебрежения обязанностями, корыстолюбия и интриганства. Последние годы жизни провёл в монастыре доминиканок в пражском Старом Городе.

## Хроника Гаека
Некоторые представители чешского католического земанства (дворянства), узнав, что гуситы думают об издании новой чешской хроники, и желая предвосхитить их, — попросили Гаека, чтоб он составил про-католическую хронику, и обеспечили ему доступ в Главный чешский архив.
Для своей хроники, вышедшей в 1541 году, Гаек собрал огромное количество источников, как то:
- чешские и иностранные хроники,
- выписки из грамот и окружных реестров недвижимости,
- записи народных легенд и традиций.

Хроника охватывает период с 644 (приход в Богемию легендарного Чеха) по 1526 (коронация Фердинанда I Габсбурга) год. Если источники не предоставляли достаточно информации, Гаек не стеснялся выдумывать историю, вплоть до мельчайших подробностей. Преувеличенная «поэтичность» хроники была подмечена уже современниками Гаека, — но, несмотря на это, или именно благодаря тому, хроника стала одной из самых читаемых и популярных книг. Так как автор был католиком, хроника не была запрещена после победы католической лиги в битве на Белой горе и на долгие годы стала практически единственной общедоступной книгой для патриотически настроенной общественности.
Хроника Гаека долгое время воспринималась не только как увлекательный литературный труд на тему чешской истории, но и как авторитетный и надёжный исторический источник. Для историков же эпохи Просвещения хроника стала символом фальсификации, Г. Добнер (1719—1790) в 1782 году прямо называл Гаека «вруном, шарлатаном и клеветником». Однако хронику всё равно продолжали издавать и читать, она стала источником, из которого черпали вдохновение многие авторы и художники эпохи национального возрождения.
Ещё в 1718 году вышел добротный немецкий перевод хроники, под пространным заглавием «Wenceslai Hagecii von Libotschan, Böhmische Chronik, vom Ursprung der Böhmen, von ihrer Hertzogen und Könige, Grafen und Adels Ankunfft, von ritterlichen Übungen und Turnieren, von innerlich- und ausländischen Kriegen, von Befestigungen des Landes und der Städte: Ingleichen von Übung des Götzendienstes und Bekehrung zum Christenthum, von Aufrichtung uralter Kirchen, Bissthümer, Stiffter, und der Hohen Schul. Wie Auch von Bergwercken und Saltzbrunnen, von Privilegien und Antiquitäten, von guter Ordnung, Müntz, Maas, Gewicht, von seltsamer Kleidung, von Natur-Wundern, Land-Strafen, und was sich sonsten in geistlichen und weltlichen Händeln zugetragen» (Fritsch, Leipzig, 1718). Как признался И. В. Гёте, он изучал чешскую историю по хронике Гаека.